# 椿林乡
椿林乡是中国陕西省渭南市蒲城县下辖的一个乡。

## 行政区划
椿林乡下辖以下行政区：
椿林村、万兴村、平峨村、保南洼村、护难村、岳兴村、汉村、白家塬村、敬母寺村、五中村、贾王庄村、保南村、兴林村、山前洼村、山西村、石道村